# Alia Guagni
Alia Guagni (Florencia, Toscana, Italia, 1 de octubre de 1987) es una futbolista italiana. Juega de defensa en el A. C. Milan de la Primera División de Italia. Es internacional por Italia desde 2007.
Guagni es una defensa polivalente, que aunque suele jugar como lateral derecho, empezó su carrera jugando de central y también ha jugado en el lateral izquierdo. Debido a su velocidad y resistencia también ha jugado de extremo e incluso de delantera. Empezó jugando en el Firenze, con el que ascendió desde la Serie B a la Serie A, pasando por la Serie A2, y fue la máxima goleadora de la liga y de su equipo en varias temporadas. En 2015 el Firenze fue absorbido por la Fiorentina, equipo con el que Guagni ha ganado una Liga italiana, dos Copas de Italia y una Supercopa. Desde 2020 juega en el Atlético de Madrid y ha ganado una Supercopa de España. A nivel individual ha sido elegida mejor jugadora de la liga italiana dos años seguidos e incluida en otras dos ocasiones en el Once ideal de la competición.
Es una jugadora de las jugadoras más veteranas de la selección italiana, acumulando más de 80 partidos internacionales y ejerciendo de capitana cuando no juega Sara Gama. Debutó con la selección absoluta en 2007 y participó en las Eurocopas de 2009 y 2017, y en el Mundial de 2019, en el que fueron cuartofinalistas.

## Trayectoria

### Inicios en Firenze
Guagni probó varios deportes en su infancia pero se decantó por el fútbol a partir de los 9 años influida por su primo mayor. Creció en las categorías inferiores del equipo de su ciudad, Florencia. En 2002 debutó con el A.C.F. Firenze, que competía en la Serie B. 
En el Firenze jugó en varias posiciones. Empezó de defensa central, pero también jugó de lateral, extremo y delantera. En su primera temporada jugó 21 de los 22 partidos de liga, y ascendieron a la serie A2, que se ampliaba de 12 a 24 equipos, tras quedar en segunda posición. En la nueva categoría permanecieron tres temporadas, quedando en sexta posición de su grupo el primer año, en segunda posición el segundo año y fueron campeonas de grupo con 20 puntos de ventaja y ascendieron a la Serie A en el tercer año. 
En la temporada 2006-07 quedaron en décima posición de 12 equipos participantes, evitando el descenso por 4 puntos. Guagni fue una de las jugadoras que disputó todos los partidos de liga. En la temporada 2007-08 quedaron colistas y descendieron de categoría. Guagni fue la máxima goleadora del Firenze con 6 goles.
En la temporada 2008-09 quedaron en segunda posición en la Serie A2 y no pudieron ascender. Guagni fue la máxima goleadora del campeonato con 27 goles. En la temporada 2009-10 volvieron a ser segundas, pero esta vez les valió para ascender a la Serie A, al aumentar el número de participantes de esta competición de 12 a 14 equipos de cara a la temporada 2010-11. Guagni volvió a ser la máxima goleadora del campeonato con 16 goles, empatada con Luisa Pugnali.

### Serie A y experiencia en Estados Unidos
En la serie A evitaron el descenso en su primera temporada al quedar undécimas con dos puntos de ventaja sobre el primer puesto de descenso. Guagni jugó todos los partidos de liga y fue la máxima goleadora del Firenze con 8 goles. Ese año alcanzaron las semifinales de la Copa Italia. La siguiente temporada quedaron en novena posición, evitando el play-off por el descenso, y Guagni volvió a ser la máxima goleadora del equipo.
Un año después fueron octavas, y Guagni volvió a ser la máxima goleadora. Al finalizar la temporada fue cedida al AC Seattle, un equipo italoestadounidense asociado al FC Tacoma 253, que competía en la WPSL, que a su vez la cedió al Pali Blues, equipo con el que ganó la W-League.
En la temporada 2013-14 repitieron la octava posición en liga, y al final la temporada volvió a jugar cedida en el AC Seattle la W-League. En la temporada 2014-15 lograron ser cuartas en la liga, y Guagni jugó todos los partidos. Al finalizar la temporada volvió a jugar cedida en el AC Seattle por tercer año consecutivo.

### Consagración y títulos con la Fiorentina

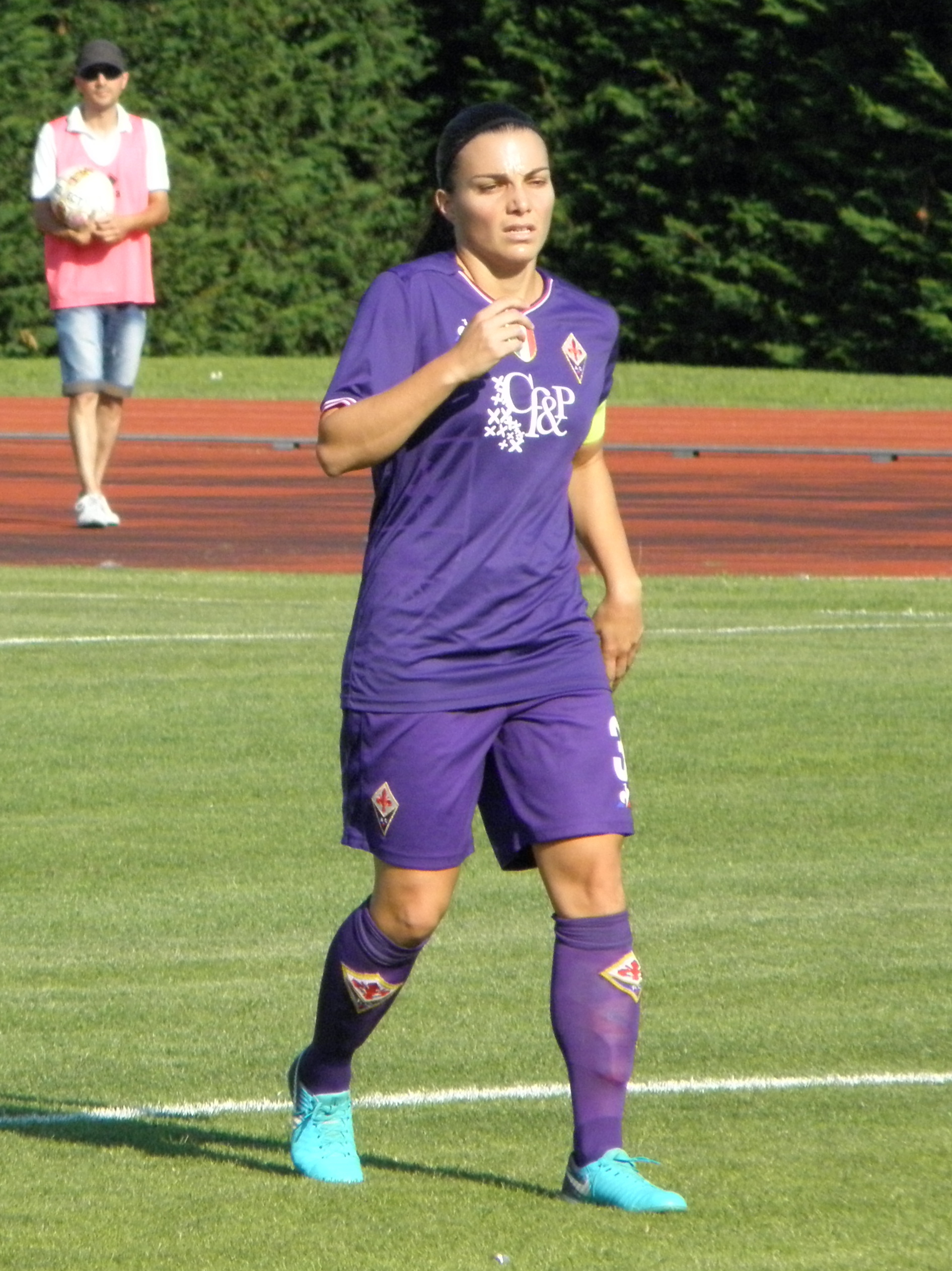
Alia Guagni en junio de 2018

En 2015, el Firenze fue absorbido por la Fiorentina. Guagni permaneció en la nueva estructura, que fue reforzada con el objetivo de participar en la Liga de campeones.
Finalmente quedaron terceras en su primera temporada a un punto del Verona, con el que perdieron en la última jornada y no logrando la clasificación para la Liga de Campeones.
En la temporada 2016-17 lograron un doblete al proclamarse campeonas de liga liderando la clasificación desde la primera jornada y ganando 21 de los 22 partidos disputados. Lograron el título una jornada antes de la finalización del campeonato. Un mes después, Guagni marcó el único gol de la final de copa al Brescia. Guagni fue elegida mejor jugadora de la Serie A.
En la temporada 2017-18 fue nombrada capitana del equipo. Empezaron la temporada siendo derrotadas en la Supercopa ante el Brescia. Debutó en la Liga de Campeones el 4 de octubre de 2017 con victoria por 2-1 sobre el Fortuna Hjørring en la ida de los dieciseisavos de final. Alcanzaron los octavos de final en los que fueron eliminadas por el Wolfsburgo, y Guagni dio una asistencia de gol en el partido de vuelta. En la liga fueron terceras en liga tras Juventus y Brescia pero lograron la clasificación para la Liga de Campeones al ganar por 3-0 un play-off al Tevagnacco, en el que Guagni marcó uno de los goles y Elena Linari marcó un doblete. Terminaron la temporada ganando por segunda vez la copa al Brescia. Ese año volvió a ser elegida mejor jugadora de la liga.
En la temporada 2018-19 ganaron la Supercopa a la Juventus, pero fueron subcampeonas de liga por un punto tras la Juventus, y perdieron la Copa por 2-1, también contra la Juventus. Guagni fue incluida en el once ideal de la temporada. Un año después volvieron a ser segundas, esta vez a nueve puntos de la Juventus. En la Liga de Campeones volvieron a eliminar al Fortuna Hjørring, dando Guagni una asistencia en el partido de ida, y cayeron eliminadas en octavos de final, ante el Chelsea. Al finalizar la temporada y tras una gran actuación en el Mundial de Francia, recibió una importante oferta del Club Deportivo TACON, que se iba a integrar en el Real Madrid, pero finalmente decidió renovar con la Fiorentina.
La temporada 2019-20 fue interrumpida por la Pandemia de Covid. La Federación Italiana dio por concluido el campeonato anticipada y resolvió la clasificación por un sistema de coeficientes. La Fiorentina fue subcampeona empatada a puntos con el A.C. Milan, pero con mejor diferencia de goles. La Copa quedó igualmente interrumpida en los cuartos de final, en los que la Fiorentina iba a enfrentarse al A.C. Milan. En la Liga de Campeones fueron eliminadas por el Arsenal y en la Supercopa perdieron ante la Juventus. A final de temporada fue elegida de nuevo en el Once ideal de la temporada.

### Experiencia en el extranjero en el Atlético de Madrid

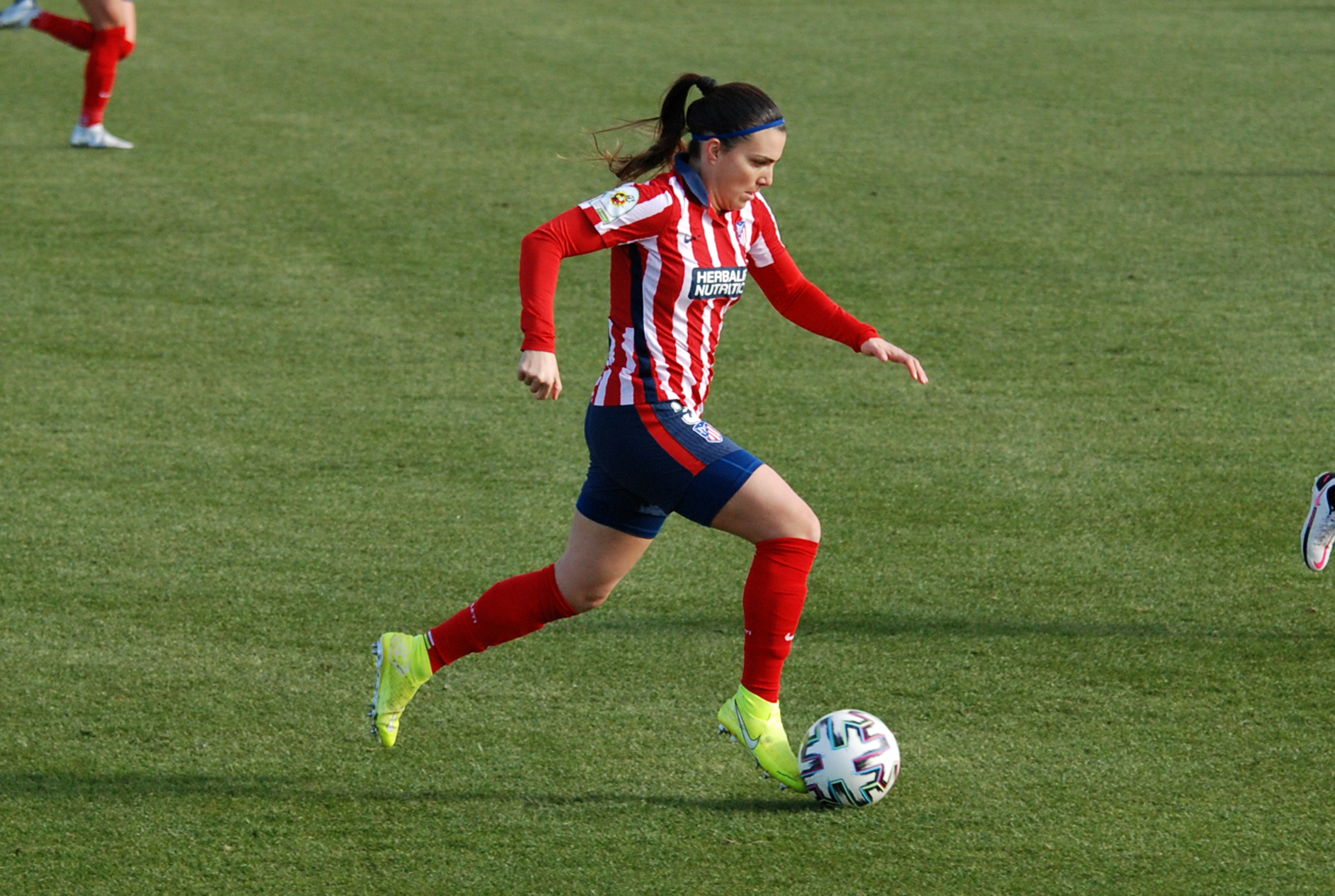
Alia Guagni jugando con el Atlético de Madrid

En 2020 rescindió su contrato de mutuo acuerdo con el club y fichó por el Atlético de Madrid. Debutó con el cuadro rojiblanco el 21 de agosto en los cuartos de final de la Liga de Campeones, donde fue una de las jugadoras más destacadas, aunque perdieron por 1-0 ante el Barcelona. Antes de iniciar la liga tuvo molestias musculares, lo que hizo que se perdiese el primer partido y fuese suplente el segundo. Después fue nuevamente baja al infectarse con Covid-19. Tras varias semanas de baja fue convocada con su selección y se le detectaron unas anomalías cardiacas, que volvieron a postergar su regreso. Una vez superados sus problemas físicos fue titular habitual en la liga, en la Liga de Campeones, en la que eliminaron al Servette y en la Supercopa, en la que superaron al F. C. Barcelona en la tanda de penaltis en las semifinales, y ganaron cómodamente al Levante en la final. En febrero tuvo otra lesión en el recto anterior de su pierna derecha y no pudo jugar la siguiente fase de la Liga de Campeones, en la que fueron eliminadas por el Chelsea, ni los siguientes partidos de liga ni de copa.
La temporada 2021-22 volvió a estar marcada por las lesiones, y el 20 de diciembre de 2021 acordó con el club la rescisión de su contrato.

## Selección nacional

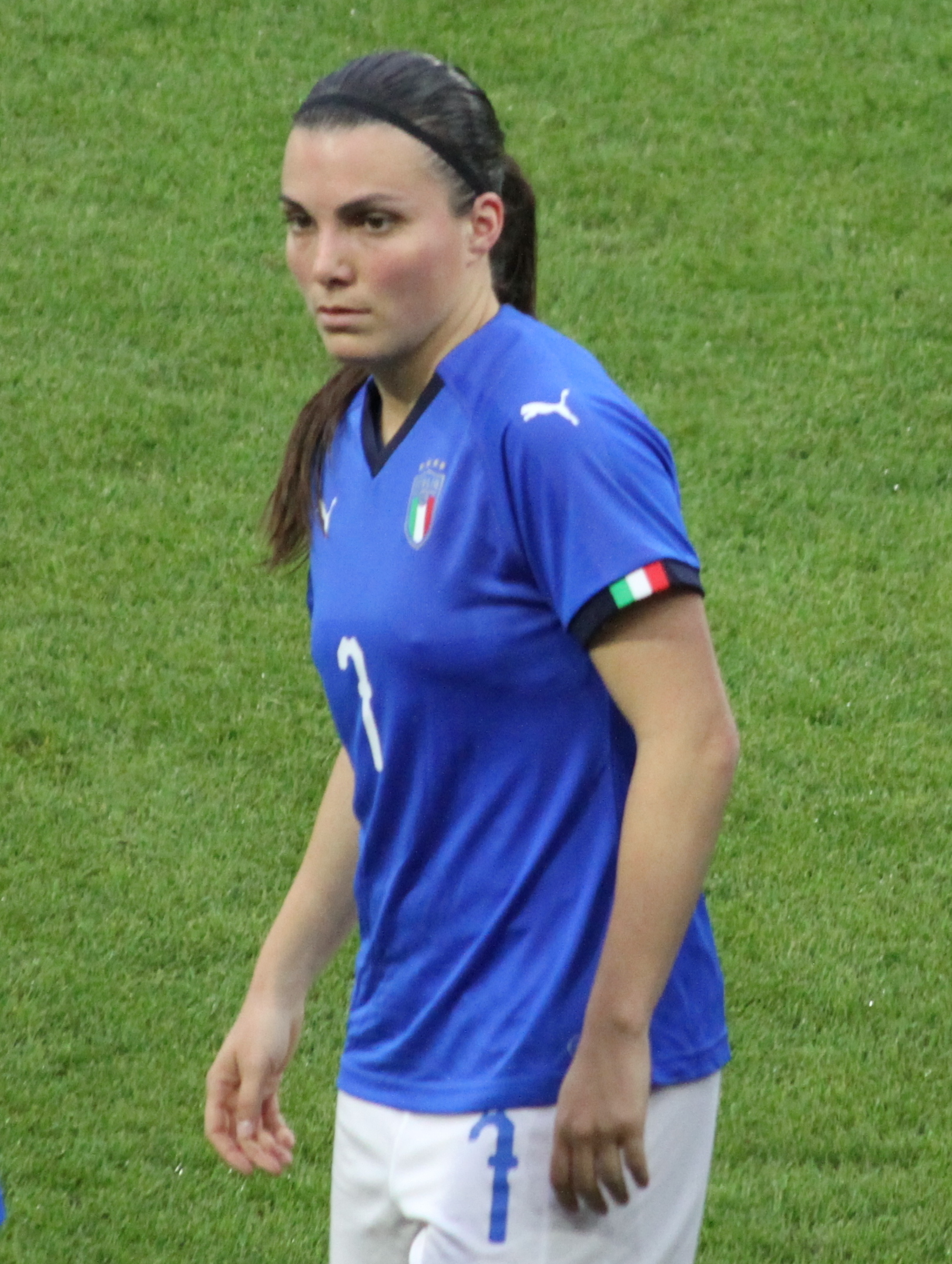
Guagni con la selección italiana en 2018

### Categorías inferiores
Jugó en la Selección Sub-19 desde 2002, y debutó en partido oficial de la UEFA el 4 de abril de 2004 contra Suiza, ganando por 4-1. Disputó el Campeonato Europeo de esa categoría ese mismo verano. Fue titular en los cuatro partidos que disputó Italia, en los que goleó 5-1 a Rusia, empató sin goles con Noruega, y perdieron 3-2 con Francia. Pasaron a la semifinal como primeras de grupo empatadas a puntos con el resto de selecciones, pero con mejor diferencia de goles y cayeron por 1-0 ante España.
Jugó dos partidos en la fase de clasificación para el Europeo de 2005, pero no se clasificaron para la fase final. En noviembre de 2004 participó en el Mundial sub-19 de 2004. En el primer partido dio la asistencia del gol de Italia, que perdió por 2-1 ante Brasil. En el segundo partido se adelantaron en el marcador pero volvieron a perder por 2-1, esta vez ante la selección de China. Italia necesitaba la victoria en el tercer encuentro de la fase de grupos ante Nigeria para poder pasar a la siguiente fase. Se adelantó en el marcador en la segunda mitad, pero encajaron un gol en las postrimerías del partido, que significó su eliminación del campeonato.
Siguió formando parte de la selección sub-19, pero no lograron clasificarse para el Campeonato Europeo de 2006.

### Selección absoluta

#### Debut y Eurocopa (2007-2009)
Debutó con la Selección Absoluta de Italia el  21 de febrero de 2007 en un amistoso ante Países Bajos. Guagni empezó a ser convocada por el seleccionador Ghedin, que la valoró como alternativa para las defensas centrales. Entró en convocatorias para la fase de clasificación y jugó varios amistosos. 
En agosto de 2009 fue convocada para jugar la Eurocopa de Finlandia. En el partido de debut ante Selección Absoluta de Inglaterra sustituyó en el minuto 77 a Carolina Pini cuando el resultado era de empate a un gol, e Italia logró ganar el partido. Guagni no jugó en el segundo partido, en el que Italia perdió ante Selección Absoluta de Suecia, y volvió a sustituir a Pini en el tercer partido de la fase de grupos ante Selección Absoluta de Rusia, cambio que el seleccionador consideró clave para contener el ataque ruso acabar ganando por 2-0. Italia cayó en los cuartos de final ante Selección Absoluta de Alemania por 2-1, sin que Guagni participase en el partido.

#### Clasificación Mundial (2009-2010)
En la fase de clasificación para el Mundial de 2011 no jugó en la fase de grupos. Estuvo convocada sin jugar en los dos primeros encuentros, y estuvo lesionada en el tercero y cuarto. En los partidos restantes volvió a permanecer en el banquillo. Italia concluyó primera de su grupo y se clasificó para disputar los play-off a doble partido contra Selección Absoluta de Francia. Guagni fue convocada para jugar los play-off.
No jugó el partido de ida en Francia, que terminó en empate sin goles. Jugó en el partido de vuelta Francia ganó por 2-3 y se clasificó para el Mundial. Italia ganó una repesca en la que Guagni no jugó ya que al estar sancionada por acumulación de tarjetas el seleccionador decidió prescindir de ella. Italia se clasificó para enfrentarse a un representante de la CONCACAF, que resultó ser  Estados Unidos. Guagni fue convocada para disputar la eliminatoria al lesionarse Elisa Bartoli. Estados unidos ganó el partido de ida en Italia por 0-1, sin que Guagni jugase. En el partido de vuelta jugó la segunda parte cuando Estados Unidos ya ganaba por 1-0, resultado con el que concluyó el partido, y con el que Italia no se clasificó para jugar el Mundial de Alemania 2011.

#### Ausencias Eurocopa y Mundial (2010-2015)
Tras la eliminación Guagni siguió contando con minutos en amistosos. En la fase de clasificación para la Eurocopa de 2013 jugó algunos minutos en el primer partido ante Bosnia. Después fue convocada para jugar los siguientes encuentros pero causó baja por lesión. Marcó su primer gol internacional el 1 de marzo de 2012 ante Escocia en Copa Chipre. Fue titular en los partidos de la fase de clasificación ante Bosnia y Rusia. En total jugó tres de los ocho partidos de la fase de clasificación, dos de ellos como titulares, e Italia se clasificó como campeona de grupo para la fase final de la Eurocopa.
En mayo de 2012 Antonio Cabrini sustituyó a Ghedin al mando de las azzurre, y Guagni no volvió a ser convocada con la Selección Nacional hasta enero de 2015, con lo que no participó en la fase final de la Eurocopa ni en la clasificación para el Mundial de 2015.

#### Consolidación y Eurocopa (2015 - 2017)
Guagni volvió a jugar con la selección en la Copa Chipre de 2015, en la que Cabrini hizo varios cambios en la selección e incluyó a Guagni como centrocampista. Con Cabrini Guagni jugó de centrocampista por la derecha en formaciones 3-5-2 y 4-4-2, y también como lateral por la derecha con este último esquema. Marcó el gol de la victoria en el primer partido del torneo ante Corea del Sur. Tras jugar los otros dos partidos de la fase de grupos volvió a parcar en el partido por el tercer y cuarto puesto, en el que perdieron por 3-2 ante México.
Se asentó en la selección absoluta en la clasificación para la Eurocopa de 2017, en la que jugó todos partidos clasificatorios y dio tres asistencias repartidas en los dos encuentros ante Irlanda del Norte, y marcó un gol en el último encuentro ante le República Checa, que fue su quinto fol con la selección absoluta tras haber vuelto a marcar en el partido por el tercer puesto de la  Copa Chipre de 2016, también ante la República Checa. Además, dio una asistencia en ese mismo campeonato ante Hungría. Se clasificaron como segundas de grupo, por detrás de Suiza, que ganó los dos enfrentamientos directos.
En junio de 2017 fue convocada para jugar la fase final de la Eurocopa de los Países Bajos. Guagni fue titular como centrocampista por la derecha ante Rusia. Italia era la favorita para ganar pero cayeron por 2-1 ante las rusas. En el segundo partido ante Alemania jugó en el lateral derecho, y perdieron por 2-1, lo que les dejó sin opciones de pasar a la siguiente fase. Volvió a jugar de lateral derecho en el último partido ante Suecia. Italia se adelantó merced a una incursión de Guagni, cuyo centro fue mal despejado por la defensa y Daniela Sabatino aprovecha para marcar. El partido concluyó con victoria de las italianas por 3-2.

#### Mundial de Francia (2017 - 2019)
Tras la Eurocopa Cabrini fue sustituido por Milena Bertolini. Guagni mantuvo la titularidad en la clasificación para el Mundial de 2019. Jugó los dos primeros encuentros como titular, y se perdió el tercer partido ante Rumanía por una lesión ocasionada en un partido de la Liga de campeones ante el Fortuna Hjørring. Volviño a ser titular ante Portugal y descansó con molestias ante Moldavia. Dio una asistencia de gol en el sexto y decisivo partido ante Bélgica, que ganaron por 2-1. Tras 20 años sin lograr la clasificación, Italia logró el pase al Mundial con siete victorias en siete partidos el 8 de junio de 2008, al ganar a Portugal por 3-0, con Guagni en el campo. Ya sin nada en juego Guagni no jugó el último partido ante Bélgica, en el que ganaron las belgas.
El 24 de mayo de 2019 Bertolini confirmó la convocatoria para disputar el Mundial de Francia, en la que incluyó a Guagni. Italia empezó el campeonato jugando ante Australia, con Guagni en el lateral izquierdo. El equipo australiano se adelantó en el marcador pero las Italianas remontaron el encuentro y lograron el gol de la victoria en el descuento. En el segundo partido pasó al lateral derecho y golearon por 5-0 a Jamaica. En el último partido volvió a jugar en el lateral derecho y perdieron por 1-0 ante Brasil, que a su vez había perdido ante Australia en la jornada anterior. Las tres selecciones quedaron empatadas a puntos, con Italia en primera posición por diferencia de goles. En los octavos de final Guagni dio una asistencia de gol y ganaron por 2-0 a China. En los cuartos de final volvió a la banda izquierda, y cayeron eliminadas al perder por 2-0 ante Países Bajos. Guagni fue titular en los 5 partidos que disputó Italia.

#### Eurocopa (2019-2023.)
Guagni fue nuevamente titular en los dos primeros partidos de la fase de clasificación de la Eurocopa, en los que vencieron a Israel y Georgia. Fue suplente en el tercer encuentro en el que se ganó a Malta, debido a que estaba recuperándose de una lesión, y volvió a la titularidad ante Bosnia, partido que significó la cuarta victoria consecutiva en la fase de clasificación. En noviembre de 2020 Guagni marcó uno de los goles en la victoria por 6-0 sobre Georgia, partido en el que tuvo que retirarse lesionada por un golpe en la pantorrilla. No pudo jugar el resto de la fase de clasificación, perdiéndose el sexto encuentro ante Malta por el golpe recibido en el partido ante Georgia.
En febrero de 2021 jugó dos partidos en la Copa Algarve antes de que las competiciones se paralizaran con motivo de la pandemia de Covid-19. Cuando se reanudaron se perdió el siguiente partido ante Bosnia en septiembre de 2020 por molestias musculares, los partidos ante Dinamarca por haber contraído el Covid-19 en octubre , y por alteraciones cardiacas en diciembre, y el último partido en febrero de 2021 ante Israel por una lesión en el recto anterior. Quedaron segundas en la fase de grupos por detrás de Dinamarca, y se clasificaron para la fase final de la Eurocopa.
Tras una larga ausencia provocada por las lesiones volvió a jugar con su selección en octubre de 2021, en partido clasificatorio para el Mundial de 2023.

## Estadísticas

### Clubes
Actualizado al último partido jugado el 13 de noviembre de 2021.
| Club | Div.          | Temporada     | Liga  | Liga  | Liga   | Copas nacionales(1) | Copas nacionales(1) | Copas nacionales(1) | Copas internacionales(2) | Copas internacionales(2) | Copas internacionales(2) | Total | Total | Total  | Media goleadora(3) |
| Club | Div.          | Temporada     | Part. | Goles | Asist. | Part.               | Goles               | Asist.              | Part.                    | Goles                    | Asist.                   | Part. | Goles | Asist. | Media goleadora(3) |
| --- | ------------- | ------------- | ----- | ----- | ------ | ------------------- | ------------------- | ------------------- | ------------------------ | ------------------------ | ------------------------ | ----- | ----- | ------ | ------------------ |
| A.C.F. Firenze · Italia |               |               |       |       |        |                     |                     |                     |                          |                          |                          |       |       |        |                    |
| B | 2002-03       | 21            | 15    |       | 3      | 1                   |                     | -                   | -                        | -                        | 24                       | 16    |       | 0.67   |                    |
| A2 | 2003-04       | 19            | 8     |       | 1      | 0                   |                     | -                   | -                        | -                        | 20                       | 8     |       | 0.40   |                    |
| A2 | 2004-05       | ?             | ?     |       | ?      | ?                   |                     | -                   | -                        | -                        | ?                        | ?     |       |        |                    |
| A2 | 2005-06       | ?             | ?     |       | ?      | ?                   |                     | -                   | -                        | -                        | ?                        | ?     |       |        |                    |
| A | 2006-07       | 22            | 4     |       | ?      | ?                   |                     | -                   | -                        | -                        | 22+                      | 4+    |       | 0.18   |                    |
| A | 2007-08       | 20            | 6     |       | ?      | ?                   |                     | -                   | -                        | -                        | 20+                      | 6+    |       | 0.30   |                    |
| A2 | 2008-09       | 20            | 27    |       | ?      | ?                   |                     | -                   | -                        | -                        | 20+                      | 27+   |       | 1.35   |                    |
| A2 | 2009-10       | 18            | 16    |       | ?      | ?                   |                     | -                   | -                        | -                        | 18                       | 16    |       | 0.88   |                    |
| A | 2010-11       | 26            | 8     |       | 4      | 7                   |                     | -                   | -                        | -                        | 30                       | 15    |       | 0.50   |                    |
| A | 2011-12       | 23            | 12    |       | 4      | 6                   |                     | -                   | -                        | -                        | 27                       | 18    |       | 0.67   |                    |
| A | 2012-13       | 27            | 18    |       | 1      | 0                   |                     | -                   | -                        | -                        | 28                       | 18    |       | 0.64   |                    |
| AC Seattle Estados Unidos |               |               |       |       |        |                     |                     |                     |                          |                          |                          |       |       |        |                    |
| 3ª | 2013          | ?             | 4     |       | -      | -                   | -                   | -                   | -                        | -                        | ?                        | 4     |       |        |                    |
| Pali Blues Estados Unidos |               |               |       |       |        |                     |                     |                     |                          |                          |                          |       |       |        |                    |
| 2ª | 2013          | 8             | 4     |       | -      | -                   | -                   | -                   | -                        | -                        | 8                        | 4     |       | 0.50   |                    |
| Total club | Total club    | 8             | 4     |       |        |                     |                     |                     |                          |                          | 8                        | 4     |       | 0.50   |                    |
| A.C.F. Firenze · Italia |               |               |       |       |        |                     |                     |                     |                          |                          |                          |       |       |        |                    |
| A | 2013-14       | 13            | 3     |       | ?      | ?                   |                     | -                   | -                        | -                        | 13                       | 3     |       | 0.23   |                    |
| AC Seattle Estados Unidos |               |               |       |       |        |                     |                     |                     |                          |                          |                          |       |       |        |                    |
| 3ª | 2014          | ?             | ?     |       | -      | -                   | -                   | -                   | -                        | -                        | ?                        | ?     |       |        |                    |
| A.C.F. Firenze · Italia |               |               |       |       |        |                     |                     |                     |                          |                          |                          |       |       |        |                    |
| A | 2014-15       | 26            | 6     |       | ?      | ?                   |                     | -                   | -                        | -                        | 26                       | 6     |       | 0.23   |                    |
| Total club | Total club    | 235+          | 123+  |       | 13+    | 14+                 |                     |                     |                          |                          | 248+                     | 137+  |       | 0.55   |                    |
| AC Seattle Estados Unidos |               |               |       |       |        |                     |                     |                     |                          |                          |                          |       |       |        |                    |
| 3ª | 2015          | ?             | ?     |       | -      | -                   | -                   | -                   | -                        | -                        | ?                        | ?     |       |        |                    |
| Total club | Total club    | ?             | 4+    |       |        |                     |                     |                     |                          |                          | ?                        | 4+    |       |        |                    |
| Fiorentina · Italia |               |               |       |       |        |                     |                     |                     |                          |                          |                          |       |       |        |                    |
| A | 2015-16       | 22            | 5     |       | 2      | 0                   |                     | -                   | -                        | -                        | 24                       | 5     |       | 0.21   |                    |
| A | 2016-17       | 19            | 3     |       | 4      | 1                   |                     | -                   | -                        | -                        | 23                       | 4     |       | 0.17   |                    |
| A | 2017-18       | 18            | 2     |       | 5      | 3                   |                     | 4                   | 0                        | 1                        | 27                       | 5     | 1+    | 0.19   |                    |
| A | 2018-19       | 19            | 10    |       | 7      | 0                   |                     | 4                   | 0                        | 1                        | 30                       | 10    | 1+    | 0.33   |                    |
| A | 2019-20       | 11            | 2     |       | 2      | 0                   |                     | 1                   | 0                        | 0                        | 14                       | 3     |       | 0.21   |                    |
| Total club | Total club    | 89            | 22    |       | 20     | 5                   |                     | 9                   | 0                        | 2                        | 118                      | 27    | 2+    | 0.23   |                    |
| Atlético de Madrid · España |               |               |       |       |        |                     |                     |                     |                          |                          |                          |       |       |        |                    |
| 1.ª | 2019-20       | -             | -     | -     | -      | -                   | -                   | 1                   | 0                        | 0                        | 1                        | 0     | 0     | 0      |                    |
| 1.ª | 2020-21       | 12            | 0     | 2     | 2      | 0                   | 0                   | 2                   | 0                        | 0                        | 16                       | 0     | 2     | 0      |                    |
| 1.ª | 2021-22       | 6             | 0     | 0     |        |                     |                     |                     |                          |                          | 6                        | 0     | 0     | 0      |                    |
| Total club | Total club    | 18            | 0     | 2     | 2      | 0                   | 0                   | 3                   | 0                        | 0                        | 23                       | 0     | 2     | 0      |                    |
| Total carrera | Total carrera | Total carrera | 342   | 153+  | 2+     | 32                  | 19                  |                     | 12                       | 0                        | 2                        | 389+  | 168+  | 4+     | 0.44               |
| (1) Incluye datos de Copa Italia Femenina (2003-20) , Supercopa de Italia (2017-20) y Supercopa de España (2021). (2) Incluye datos de Liga de Campeones Femenina de la UEFA (2017-act.). (3) No incluye goles en partidos amistosos. |               |               |       |       |        |                     |                     |                     |                          |                          |                          |       |       |        |                    |

### Selección
Actualizado al último partido jugado el 26 de octubre de 2021.
| Selecciones                                                                           | Año   | Continental(4) | Continental(4) | Continental(4) | Mundial | Mundial | Mundial | Amistosos | Amistosos | Amistosos | Total | Total | Total  | Media goleadora |
| Selecciones                                                                           | Año   | Part.          | Goles          | Asist.         | Part.   | Goles   | Asist.  | Part.     | Goles     | Asist.    | Part. | Goles | Asist. | Media goleadora |
| ------------------------------------------------------------------------------------- | ----- | -------------- | -------------- | -------------- | ------- | ------- | ------- | --------- | --------- | --------- | ----- | ----- | ------ | --------------- |
| Sub-19                                                                                | 2004  | 9              | 1              |                | 3       | 0       | 1       |           |           |           | 12    | 1     | 1+     | 0.08            |
| Sub-19                                                                                | 2005  | 3              | 2              |                |         |         |         |           |           |           | 3     | 2     |        | 0.67            |
| Sub-19                                                                                | 2006  | 3              | 1              |                |         |         |         |           |           |           | 3     | 1     |        | 0.33            |
| Sub-19                                                                                | Total | 15             | 4              |                | 3       | 0       | 1       |           |           |           | 18    | 4     | 1+     | 0.22            |
| Abs.                                                                                  | 2007  |                |                |                |         |         |         | 6         | 0         |           | 6     | 0     |        | 0               |
| Abs.                                                                                  | 2008  |                |                |                |         |         |         | 2         | 0         |           | 2     | 0     |        | 0               |
| Abs.                                                                                  | 2009  | 2              | 0              |                |         |         |         | 1         | 0         |           | 3     | 0     |        | 0               |
| Abs.                                                                                  | 2010  |                |                |                | 2       | 0       |         | 2         | 0         |           | 4     | 0     |        | 0               |
| Abs.                                                                                  | 2011  | 1              | 0              |                |         |         |         | 4         | 0         |           | 5     | 0     |        | 0               |
| Abs.                                                                                  | 2012  | 2              | 0              |                |         |         |         | 4         | 1         |           | 6     | 1     |        | 0.17            |
| Abs.                                                                                  | 2013  |                |                |                |         |         |         |           |           |           |       |       |        |                 |
| Abs.                                                                                  | 2014  |                |                |                |         |         |         |           |           |           |       |       |        |                 |
| Abs.                                                                                  | 2015  | 3              | 0              |                |         |         |         | 7         | 2         |           | 10    | 2     |        | 0.20            |
| Abs.                                                                                  | 2016  | 5              | 1              | 3              |         |         |         | 7         | 1         | 1         | 12    | 2     | 4+     | 0.17            |
| Abs.                                                                                  | 2017  | 3              | 0              |                | 3       | 0       |         | 1         | 0         |           | 7     | 0     |        | 0               |
| Abs.                                                                                  | 2018  |                |                |                | 2       | 0       | 1       | 6         | 0         |           | 8     | 0     | 1+     | 0               |
| Abs.                                                                                  | 2019  | 5              | 1              | 0              | 5       | 0       | 1       | 7         | 0         | 1         | 17    | 1     | 2+     | 0.06            |
| Abs.                                                                                  | 2020  |                |                |                |         |         |         | 2         | 0         | 1         | 2     | 0     | 1      | 0               |
| Abs.                                                                                  | 2021  |                |                |                | 2       | 0       | 1       |           |           |           | 2     | 0     | 1+     | 0               |
| Abs.                                                                                  | Total | 21             | 2              | 3+             | 14      | 0       | 3+      | 49        | 4         | 3+        | 84    | 6     | 9+     | 0.07            |
| (4) Se incluyen Eurocopas y sus fases de clasificación. No incluye Torneos amistosos. |       |                |                |                |         |         |         |           |           |           |       |       |        |                 |

#### Participaciones en fases finales
| Competición         | Categoría | Sede         | Resultado        | Partidos | Goles |
| ------------------- | --------- | ------------ | ---------------- | -------- | ----- |
| Europeo Sub-19 2004 | sub-19    | Finlandia    | Semifinalista    | 4        | 0     |
| Mundial Sub-19 2004 | sub-19    | Tailandia    | Fase de grupos   | 3        | 0     |
| Eurocopa 2009       | Italia    | Finlandia    | Cuartos de final | 2        | 0     |
| Eurocopa 2017       | Italia    | Países Bajos | Fase de grupos   | 3        | 0     |
| Mundial 2019        | Italia    | Francia      | Cuartos de final | 5        | 0     |
| Total               | –         | –            | –                | 17       | 0     |

## Palmarés

### Títulos nacionales
| Título              | Club               | País           | Año     |
| ------------------- | ------------------ | -------------- | ------- |
| Serie B             | A. C. F. Firenze   | Italia         | 2002-03 |
| Serie A2            | A. C. F. Firenze   | Italia         | 2005-06 |
| Serie A2            | A. C. F. Firenze   | Italia         | 2009-10 |
| Evergreen Cup       | Pali Blues         | Estados Unidos | 2013    |
| Serie A             | Fiorentina         | Italia         | 2016-17 |
| Copa de Italia      | Fiorentina         | Italia         | 2016-17 |
| Copa de Italia      | Fiorentina         | Italia         | 2017-18 |
| Supercopa de Italia | Fiorentina         | Italia         | 2018    |
| Supercopa de España | Atlético de Madrid | España         | 2021    |

### Distinciones individuales
| Distinción                      | Año     |
| ------------------------------- | ------- |
| Máxima Goleadora de la Serie A2 | 2008-09 |
| Máxima Goleadora de la Serie A2 | 2009-10 |
| Jugadora del Año de la Serie A  | 2017    |
| Jugadora del Año de la Serie A  | 2018    |
| Once Ideal de la Serie A        | 2019    |
| Once Ideal de la Serie A        | 2020    |